# The Bye Bye Man
The Bye Bye Man è un film del 2017 diretto da Stacy Title e basato sul capitolo The Bridge to Body Island del romanzo The President's Vampire di Robert Damon Schneck.

## Trama
Nel 1969, a Madison, nel Wisconsin, avviene una sparatoria di massa durante la quale un uomo uccide persone nel suo isolato. Mentre spara ai vicini, chiede continuamente se qualcuno abbia detto "il nome" che non può essere detto. Lui ripete continuamente: "Non dirlo, non pensarlo".
Al giorno d'oggi, Elliot, la sua ragazza, Sasha, e il suo amico John, si trasferiscono in una casa vicino al college. Cominciano a succedere cose strane, come Elliot che trova monete sul comodino, monete che continuano a riapparire e scrive che dice "non dirlo, non pensarlo" con un nome: Bye Bye Man. Durante una seduta spiritica che coinvolge la loro amica Kim, viene menzionato il nome.
Sasha si ammala, mentre Elliot e John iniziano ad avere allucinazioni. Un bibliotecario mostra a Elliot un dossier sul Bye Bye Man. Un adolescente ha ucciso la sua famiglia e ha detto a un giornalista che Bye Bye Man glielo aveva fatto fare. Lo stesso giornalista divenne poi uno degli omicidi di massa nel 1969. Kim viene investito da un treno e ucciso. La sua nota di suicidio rivela che ha ucciso il suo compagno di stanza e che stava progettando di uccidere Elliot, Sasha e John.
Elliot fa visita alla vedova del giornalista, la quale rivela che la maledizione provoca follia, allucinazioni e poi la morte. L'unico modo per prevenirlo è non pensare al suo nome e non parlare di lui. Se qualcuno lo sa già, deve essere ucciso. La bibliotecaria viene accidentalmente investita dall'auto di Elliot dopo che lei ha ucciso tutti nella sua casa, dopo averlo preso di mira.
Elliot trova John che accoltella Sasha e gli spara solo per rendersi conto che Sasha stava accoltellando John. Appare il Bye Bye Man ed Elliot ha le allucinazioni. Tiene lontani suo fratello Virgil e la figlia di Virgil, Alice, abbastanza a lungo da permettergli di uccidersi con una pistola.
Mentre tornava a casa, Alice rivela di aver trovato le monete sul comodino, insieme alla scritta, ma non è riuscita a leggerla al buio. Il detective Shaw arriva sulla scena, dove si scopre che John è vivo. John poi sussurra il nome a Shaw, permettendo alla maledizione di diffondersi di nuovo.

## Produzione
L'11 settembre 2014 la TWC-Dimension acquistò i diritti internazionali di distribuzione del film horror The Bye Bye Man. Jonathan Penner adattò la sceneggiatura da "The Bridge to Body Island", un capitolo del romanzo The President's Vampire di Robert Damon Schneck. "The Bridge to Body Island" racconta una storia vera e propria che era collegata a Schneck.
Stacy Title diresse il film, prodotto da Trevor Macy della Intrepid Pictures. Il 23 giugno 2015 il Los Angeles Media Fund si fece avanti per finanziare e co-produrre il film. Anche Jeffrey Soros e Simon Horsman produssero il film per la LAMF. Il 4 novembre del 2015 la STX Entertainment acquistò i diritti di distribuzione in tutto il mondo del film e decise anche di finanziarlo.
Le riprese del film iniziarono il 2 novembre 2015 a Cleveland, in Ohio, e terminarono l'11 dicembre 2015.

## Distribuzione
The Bye Bye Man è stato distribuito il 13 gennaio 2017. Inizialmente la sua uscita era prevista per il 14 ottobre 2016, prima di essere anticipata al 3 giugno 2016 e successivamente posticipata al 9 dicembre 2016.

### Incasso
The Bye Bye Man ha incassato 22,4 milioni di dollari negli Stati Uniti e nel Canada e 4,3 milioni di dollari in altri territori, per un totale mondiale di 26,7 milioni di dollari, a fronte di un budget di produzione di 7,4 milioni di dollari.
Nell'America del Nord il film venne distribuito insieme ai film Monster Trucks, Sleepless - Il giustiziere, Silence, Boston - Caccia all'uomo e La legge della notte e si pensava riuscisse ad incassare circa 10 milioni di dollari da 2.220 cinema nel suo primo weekend. Alla fine incassò 13,2 milioni di dollari, superando le aspettative e piazzandosi al quarto posto al botteghino.